# Black Tusk (Band)
Black Tusk ist eine US-amerikanische Sludge-Band aus Savannah, Georgia.

## Geschichte
Die Band gründete sich 2005 nach der Auflösung von Andrew Fidlers (Gitarre, Gesang) und Jonathan Athons (Bass, Gesang) Crustcore-Band und James Mays (Schlagzeug, Gesang) Street-Punk-Band. Andrew und Jonathan trafen James und die nächsten Wochen jammten sie zusammen und so entstand nach ein paar Monaten Arbeit die EP When Kingdoms Fall, welche unter dem Label Wrecked Signal veröffentlicht wurde. Zwei Jahre später veröffentlichte die Band ihr erstes Album The Fallen Kingdom, ein Jahr später gefolgt von Passage Through Purgatory. 2009 spielte Black Tusk einige Split-Alben mit Bands wie ASG, The Holy Mountain und Fight Amp ein, bevor sie sich im November bei Relapse Records einschrieben.
Bassist Jonathan Athon und dessen Freundin hatten am 7. November 2014 einen schweren Motorradunfall. Er trug irreparable Hirnschäden davon und fiel ins Koma. Am 9. November starb er im Alter von 32 Jahren an den Folgen.

## Stil
Black Tusk beschreiben ihre Musik selbst als „Swamp Metal“. Allmusic beschreibt sie als „trübsten, dreckigsten Sludge aus Savannah seit Kylesa“. Der Begriff ist eine Anspielung auf das Klima in der Gegend und den Sound ihrer Musik. Die Band hat ihre Wurzeln im Punk eingestanden, bevorzugt es aber, keine Bands zu nennen, die sie beeinflusst haben.
Black Tusk wird häufig mit den Bands Baroness und Kylesa in Verbindung gebracht, weil sie alle aus Savannah kommen und dem Sludge-Genre zugeordnet werden. Hinzu kommt, dass Baroness’ Gitarrist und Sänger John Dyer Baizley die Gestaltung der Veröffentlichungen von Black Tusk übernimmt.

## Diskografie

### Alben
- 2007: The Fallen Kingdom (Demo)
- 2008: Passage Through Purgatory
- 2010: Taste the Sin
- 2011: Set the Dial
- 2016: Pillars of Ash
- 2018: T.C.B.T.
- 2024: The Way Forward

### EPs
- 2005: When Kingdoms Fall
- 2013: Tend No Wounds
- 2014: Vulture's Eye

### Splits
- Low Country (Split mit ASG)